# Bafang
Bafang – miasto w Kamerunie, w Regionie Zachodnim, stolica departamentu Haut-Nkam. Liczy około 83,7 tys. mieszkańców. Zamieszkane głównie przez lud Bamiléké.